# 島津忠俊
島津 忠俊（しまづ ただとし、永正5年（1508年） - 天文18年10月27日（1549年11月16日））は、戦国時代の薩摩国島津氏の庶流。通称は三郎四郎、受領名は式部大輔、摂津介。
祖は島津氏宗家9代・忠国の7男である忠弘で、忠弘が喜入（現・鹿児島市喜入町）を領したのが始まり。忠俊は喜入氏の4代目であるが、喜入姓を名乗り始めるのは子の季久以降である。
天文8年（1539年）3月、島津貴久が薩州家島津実久の神前城（玉林城とも）を奪取した際に、頴娃小四郎（頴娃兼友か？）と共に貴久の味方として参じると、同年6月に市来侵攻で功を上げた。天文17年（1548年）の本田薫親退治の際は、佐多忠成と共に和睦の取次役を務めた。
その翌年に死去した。享年42。法名は「義雲源忠」。

## 系譜
- 父：島津忠誉
- 母：今給黎久慶の娘
- 妻：樺山広久の娘
  - 男子：喜入季久
- 生母不明
  - 男子：喜入忠道
  - 男子：喜入久続